# Hafema
Hafema est un constructeur d'attractions allemand spécialisé dans les attractions aquatiques.

## Histoire
Fondé en 1990, la compagnie développe ses produits et son catalogue jusqu'en 1992 où elle commence à produire des attractions.
Presque au bord de la faillite en 2002, l'entreprise est sauvée par sa nouvelle direction. En 2004, la compagnie se concentre uniquement sur les attractions aquatiques. Les ingénieurs Harald Wendling et Paul Sommer dirigent alors l'entreprise située à Laudert.
Hafema est l'inventeur de la forme de section "tourbillon" que l'on retrouve dans certaines rivières rapide en bouées.

## Réalisations

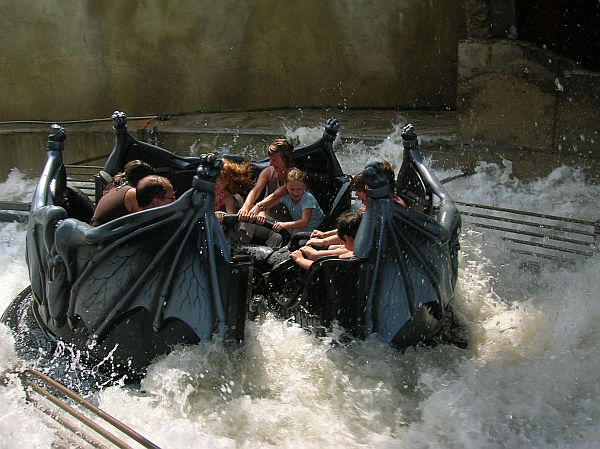
River Quest à Phantasialand.

| Nom                            | Date | Parc                        | Pays       |
| ------------------------------ | ---- | --------------------------- | ---------- |
| Crocodile Rapids               | 2005 | Etnaland                    | Italie     |
| Djengu River                   | 2013 | Toverland                   | Pays-Bas   |
| El Rio                         | 2001 | Bobbejaanland               | Belgique   |
| Fluch des Pharao               | 2003 | Belantis                    | Allemagne  |
| Jurassic Park Rapids Adventure | 2010 | Universal Studios Singapore | Singapour  |
| Mami Wata                      | 2015 | Fantasiana                  | Autriche   |
| Nagashimasuka                  | 2008 | Fuji-Q Highland             | Japon      |
| Planet AQA                     | 1992 | Space World                 | Japon      |
| Raft                           | 2001 | Parc Bagatelle              | France     |
| Rafting Africano               | 2008 | Badoca Safari Park          | Portugal   |
| Rafting im Reich des T-Rex     | 2002 | Rasti-Land                  | Allemagne  |
| Rescate de Ulises              | 2000 | Terra Mítica                | Espagne    |
| River Quest                    | 2002 | Phantasialand               | Allemagne  |
| Tasmanian River Rapids         | 2000 | Wild Adventures             | États-Unis |
| Waschzuber Rafting             | 1996 | Erlebnispark Tripsdrill     | Allemagne  |